# Мирољуб Аранђеловић Кемиш
Мирољуб Аранђеловић „Кемиш“ (Грабовац, 7. децембар 1958) српски је хармоникаш и композитор. Ожењен је познатом певачицом народне музике Зорицом Брунцлик.
У својој дугогодишњој каријери урадио је велики број аранжмана које је карактерисао његов стил са додатком необичних „прстоломија“ и комбинација тоналитета.
Радио је аранжмане за многе певаче као што су Зорица Брунцлик, Снежана Ђуришић, Вера Матовић, Цеца, Зоран Калезић, Јашар Ахмедовски, Мухарем Сербезовски, Енес Беговић и др. Велики је пријатељ са колегом Мирком Кодићем, а једна од његових најпознатијих обрада је „Шева“ (ciocarlia).

## Награде
- 1977. Прва хармоника Европе, СР Њемачка (европско такмичење хармоникаша)
- 2020. Сабор народне музике Србије, Београд, Награда националног естрадно - музичког уметника Србије, 2020

## Стваралаштво
- Весна Змијанац: Ти мали, Шта ће мени шминка, Кога волим, ја га волим, Зар би ме лако другоме дао, Ори Миле, ал' дубоко, Неверо моја
- Зорица Брунцлик: Ја сам твоја карамела, Не имао среће, Није ово живот, Дајте ми ону чашу, Уморила се моја душа, Шта је живот мајко, Еј, чашо разбијена, Како ти је, како живиш (дует са Шабаном Шаулићем), Ја знам, Све је љубав, На кестену старом, Нико није рођен да буде сам, Када би ме питали, Не дам душу да греше, Моја заклетво, Авлије авлије
- Зоран Калезић: Стан' младости, стани, стани, Мој живот је моје благо, Добро вече изгубљена надо, Жалило се срце моје
- Мерима Његомир: Опило нас вино
- Саво Радусиновић: Много сам те заволео, Ти си жена коју лудо волим
- Снежана Ђуришић: Све што радим теби прија
- Маринко Роквић: Само ме потражи, Тај човек
- Лепа Брена: Морам нешто љубити, Због тебе
- Зоран Јовановић: Преживећу, преболећу, Момак Моравац, Српска туга, Ти заборављаш мене
- Добривоје Топаловић: Црно вино, Не бројим чаше попијене, Окрени главу, Милице
- Светлана Цеца Ражнатовић: Све у своје време, Избриши, ветре, траг, Мокра трава, Пустите ме да га видим, Ципелице, То мики то
- Мирослав Илић: Што је нема
- Јасна Кочијашевић: Иди од мене

### Дискографија
- 1979: Кола
- 1982: Звуци хармонике
- 1987: Хитови Мирољуба Аранђеловића Кемиша